# Balbino García
Balbino García Puerto (Cabañas Raras, 9 agosto 1955) è un ex calciatore spagnolo, di ruolo difensore.

## Palmarès

### Club

#### Competizioni nazionali
- Coppa di Spagna: 1

Atlético Madrid: 1984-1985
- Supercoppa di Spagna: 1

Atletico Madrid: 1985